# Stadio Enzo Mazzella
Lo stadio comunale Enzo Mazzella è il principale e più grande stadio di calcio di Ischia e ospita le partite casalinghe dell'Ischia Isolaverde.
Prende il nome dal defunto Vincenzo Mazzella, ex sindaco di Ischia e artefice principale della costruzione dell'impianto.

## Storia
Fu inaugurato il 24 aprile 1988, in occasione della partita di Serie C1 della neopromossa Ischia Isolaverde, che affrontava la Puteolana (1-0, rete di Salvatore Buoncammino). Nell'ospitare le partite dell'Ischia sostituì lo stadio Vincenzo Rispoli, antico impianto inaugurato nel 1938 e intitolato alla memoria di un giovane e valente calciatore ischitano caduto durante la seconda guerra mondiale.
Ha ospitato la fase finale del Campionato Primavera del 1995-1996, vinto dal Perugia che batté in finale (2-1 con una rete di Gennaro Gattuso) il Parma che schierava tra i pali un giovanissimo Gianluigi Buffon.

## Caratteristiche
È uno stadio polivalente, dotato di pista d'atletica a sei corsie e di impianto di illuminazione artificiale. Il rettangolo di gioco è in erba e misura 110 m in lunghezza e 65 m in larghezza.
L'impianto, in cemento armato, è composto da una tribuna principale dotata di due livelli e posta a sud-ovest. Il primo livello è scoperto ed è composto da gradinate, mentre il secondo è totalmente coperto con tutti i posti a sedere. Di fronte alla tribuna principale c'è il settore distinti, posto a nord-est, dotato di gradinate e privo di copertura. Quest'ultimo viene usato per sistemare le tifoserie ospiti. È dotato di un'ampia tribuna stampa, collocata nella parte più alta del secondo livello della tribuna centrale. Ampia e accogliente anche la sala stampa per le interviste del dopo-gara e per gli incontri con i giornalisti.
Intorno allo Stadio, ci sono ampi parcheggi per la sistemazione delle auto. L'impianto è facilmente raggiungibile con i mezzi pubblici e dista non meno di cinque minuti dal porto d'Ischia.

## Capienza
La capienza è di 5.428 spettatori.
Nel 2007, dopo i lavori per la messa a norma dell'impianto, si è arrivati ad una capienza di 3.700 posti a sedere.
Nel settembre 2009, dopo una corposa opera di restyling, sono state installate nuove poltroncine sia nel settore centrale che in quello laterale. Ristrutturati i locali spogliatoi, la sala medica e il magazzino. Nuova la recinzione così come l'installazione di un tunnel in plexiglas nel corridoio che dagli spogliatoi conduce fin dentro al terreno di gioco.
Nel settembre 2011 un'altra importante opera di ammodernamento ha riguardato il rifacimento del sistema di drenaggio e del manto erboso del terreno di gioco, a distanza di 23 anni dall'inaugurazione.

## Galleria d'immagini

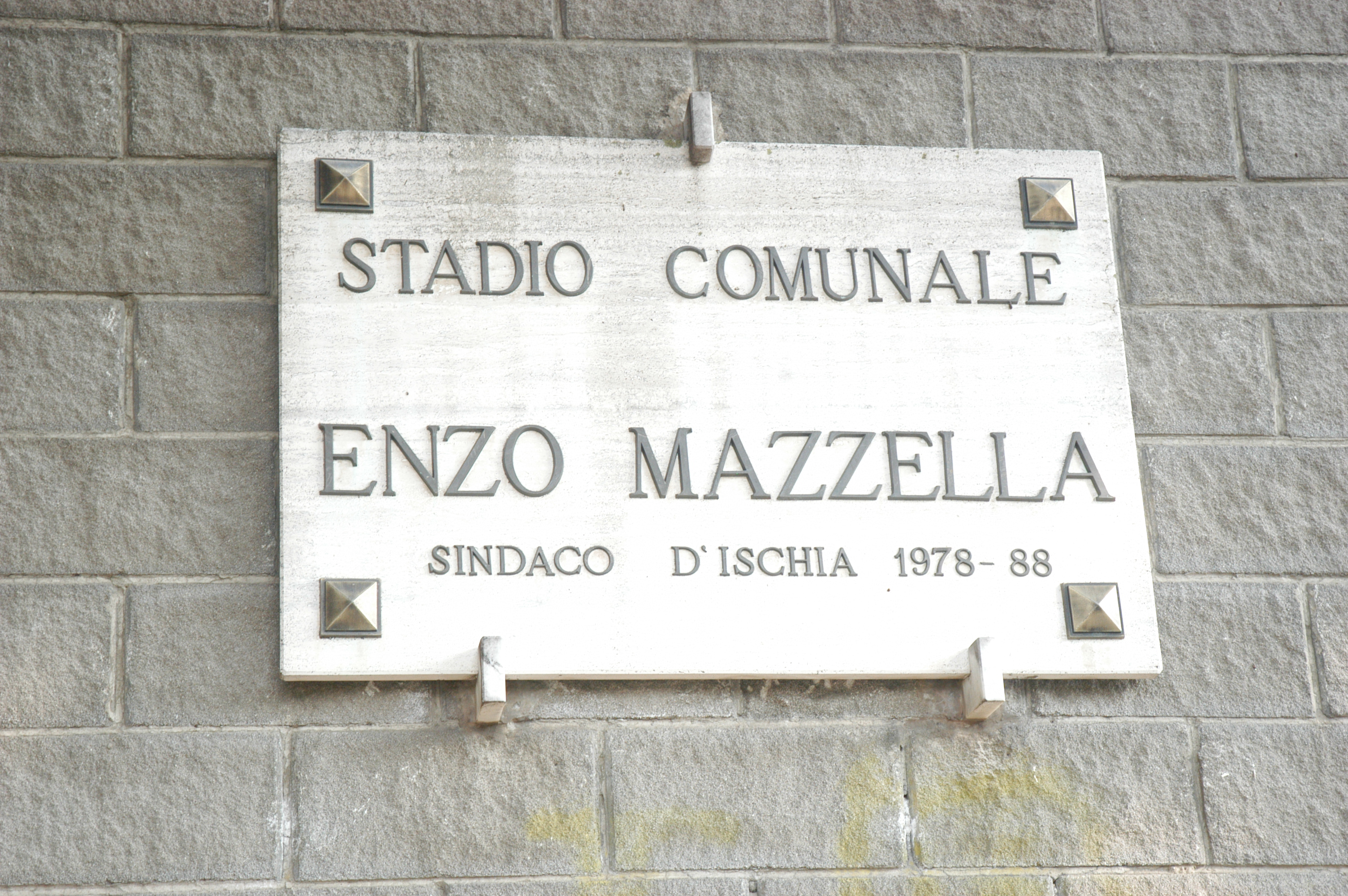
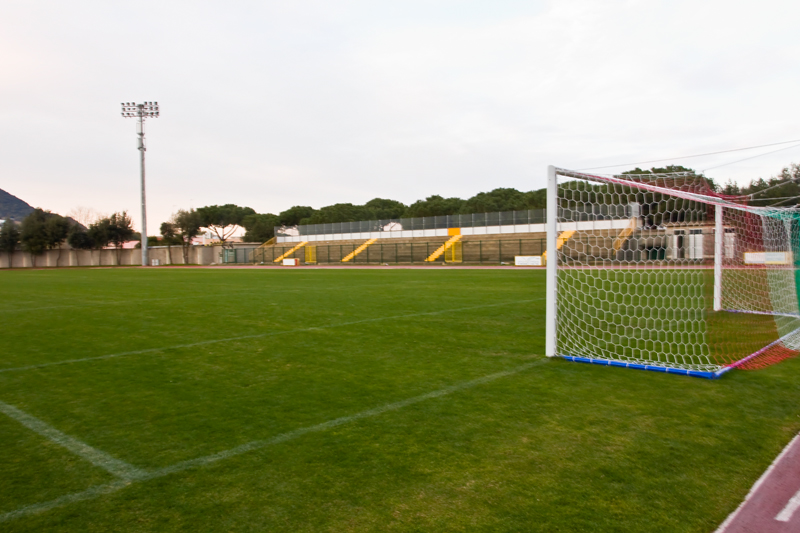
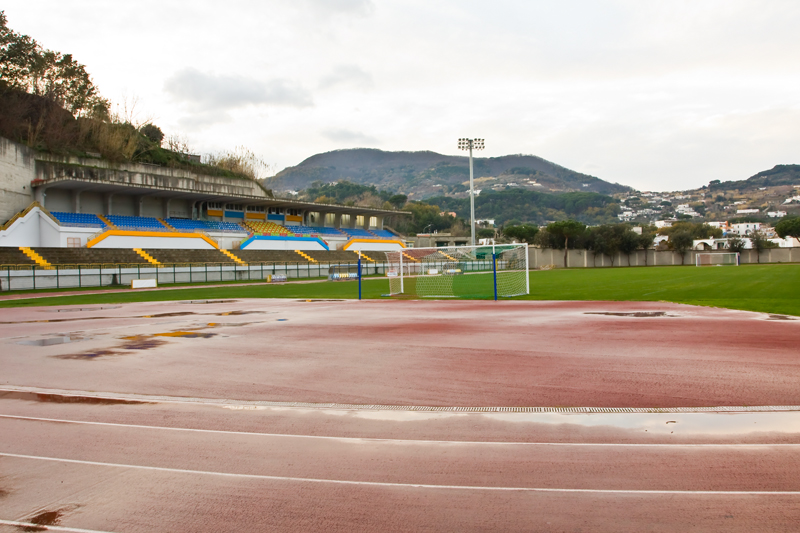
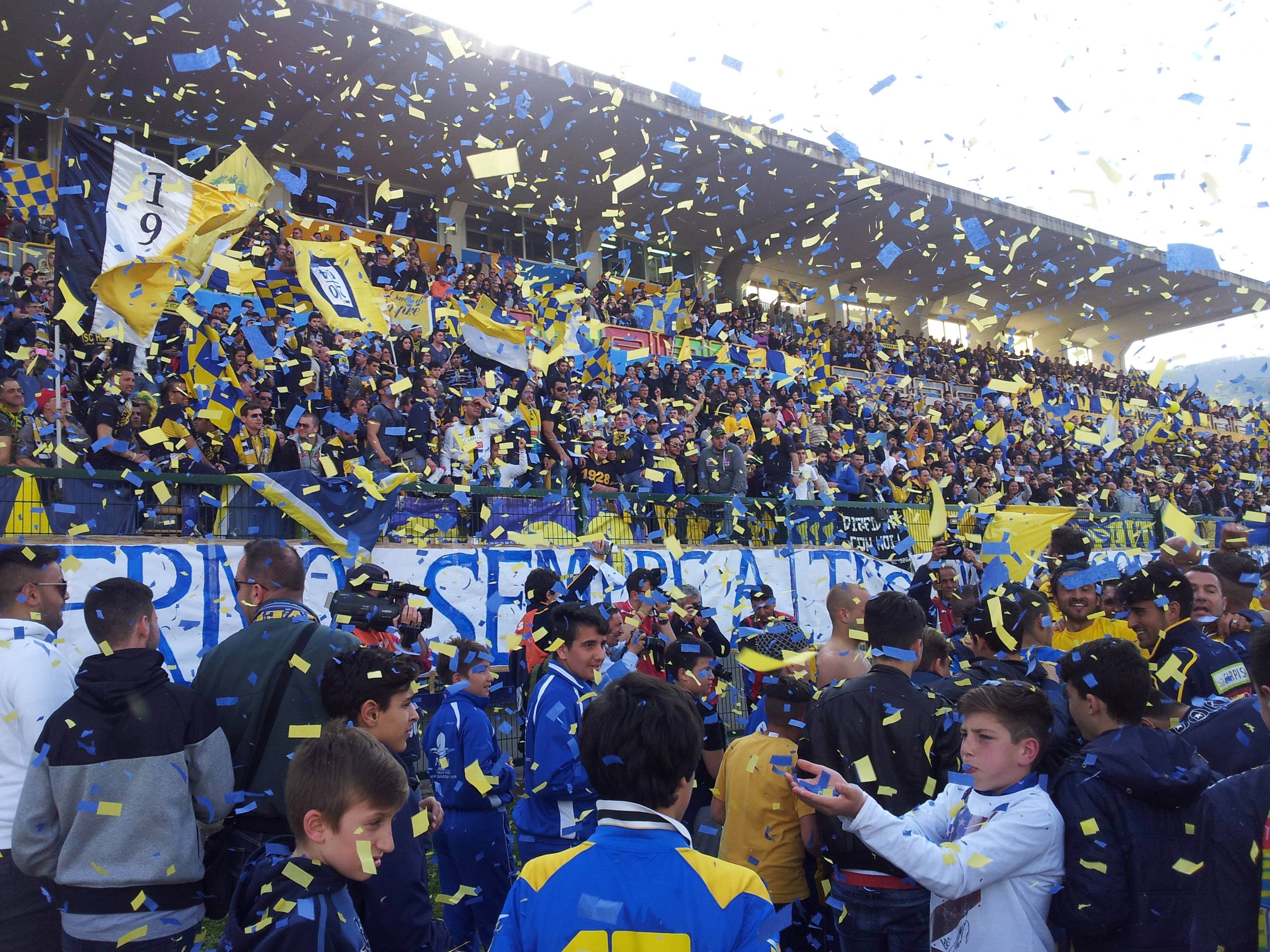